# 西藏龙船花
西藏龙船花（学名：Ixora tibetana）为茜草科龙船花属下的一个种。

## 扩展阅读
- 維基物種上的相關：西藏龙船花